# What If (canción de Ashley Tisdale)
"What If'"—en español: "Y si..."— es una canción promocional del segundo álbum Guilty Pleasure, de la cantante y actriz nortemaericana Ashley Tisdale. La canción fue lanzada oficialmente en descarga digital el 7 de julio de 2009 en Estados Unidos.

## Información de la canción
"What If" será lanzada como la segunda canción oficial en formar parte de la promoción exclusiva de iTunes en los Estados Unidos y Canadá para el lanzamiento de Guilty Pleasure el 28 de julio de 2009 en esos dos países, llamado "Countdown To Guilty Pleasure". La canción fue liberada el 7 de julio de 2009 por la tiendas digital iTunes en dichos países.
El trabajo de escritura y composición del tema fue realizado por el grupo de productores suecos Twin, compuesto por Niclas Molinder y Joacim Persson junto a Johan Alkenas, además este es uno de los cuatro temas del álbum en donde Tisdale participa ampliamente en la letra co-escribiéndola además con la prestigiosa compositora Kara DioGuardi. La pista es una poderosa balada, alabada por la crítica, quienes han comentado como la mejor balada grabada por Tisdale a la fecha.

### Reacción
Dentro de las primeras horas de lanzamiento en iTunes, la canción logró ubicarse dentro del Top 100 de esa tienda digital en Estados Unidos y Canadá, a pesar del aún explosivo efecto de las canciones de Michael Jackson y sus descargas póstumas. Al día siguiente de su lanzamiento el 8 de julio de 2009,la canción ya se ubicaba dentro de las 50 canciones más descargadas por iTunes en Canadá y Estados Unidos.

## Formato y lista de canciones

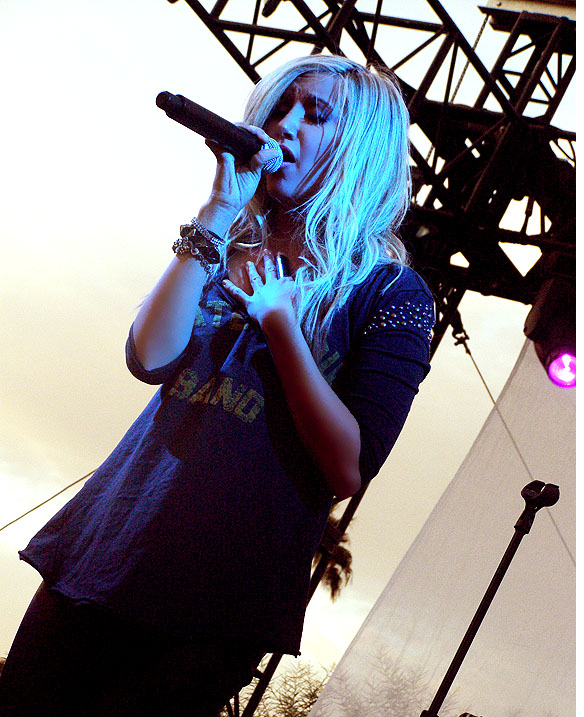
Ashley Tisdale cantando "What If" en una de sus presentaciones en vivo.

Promo Digital Warner Bros. Records B002DXFQCO (WEA)
Lanzamiento: 7 de julio de 2009
| Descarga digital |           |               |       |
| 1                | "What If" | Album Version | 04:23 |

## Promoción
Tisdale presentará la canción en vivo en el programa de televisión estadounidense Extreme Makeover: Home Edition junto a la canción "It's Alright, It's OK", el episodio en donde además ella es la celebridad invitada en la construcción del nuevo hogar para una familia será emitido el día 4 de octubre de 2009 en Estados Unidos y Canadá, la canción además fue utilizada para promocionar dicho episodio por la cadena televisiva ABC de Estados Unidos.

## Listas musicales de canciones
| País           | Lista musical                  | Primera semana | Posición de ingreso | Mejor posición | Semanas en la mejor posición | Semanas en la lista musical | Última semana |
| -------------- | ------------------------------ | -------------- | ------------------- | -------------- | ---------------------------- | --------------------------- | ------------- |
| América        |                                |                |                     |                |                              |                             |               |
| Estados Unidos | Bubbling Under Hot 100 Singles | 18-07-2009     | 1                   | 1              | 1                            | 1                           | 18-07-2009    |
| Estados Unidos | Hot Digital Songs              | 18-07-2009     | 71                  | 71             | 1                            | 1                           | 18-07-2009    |

### Procesiones y sucesiones
| Predecesor: "Obsessed" de Mariah Carey | Billboard Bubbling Under Hot 100 Singles — Sencillo N° 1 25 de julio de 2009 — 1 de agosto de 2009 | Sucesor: "On Top" de Twista con Akon |